# 청춘구십팔 (노래)
청춘구십팔은 노브레인의 인디 데뷔곡이다. 앨범 《청춘구십팔》의 타이틀곡이다.